# Kärmesaari (ö i Kymmenedalen)
Kärmesaari eller Kutusaari eller Kutusaari är en ö i Finland. Den ligger i sjön Kotijärvi och i kommunen Miehikkälä i den ekonomiska regionen  Kotka-Fredrikshamn  och landskapet Kymmenedalen, i den södra delen av landet, 160 km öster om huvudstaden Helsingfors. Öns area är 0,2 hektar och dess största längd är 50 meter i sydväst-nordöstlig riktning.